# Сероглазый король
«Серогла́зый коро́ль» — стихотворение, написанное русской советской поэтессой Анной Ахматовой 11 декабря 1910 года. Впервые опубликовано в журнале «Аполлон» в 1911 году. Представляет собой романтическую балладу, сюжет которой основывается на средневековой эпической традиции. Отражает основные черты формировавшегося поэтического метода Ахматовой — лаконизм, близость к прозаическим формам, диалогичность, тщательность в выборе речевых конструкций. Интерпретируется как произведение-предвидение: трагическую «стихотворную судьбу» сероглазого короля впоследствии повторил первый муж Ахматовой поэт Николай Гумилёв, являвшийся, по мнению критики, наиболее вероятным прототипом образа лирического героя. Относится к числу ранних стихотворений Ахматовой, имевших широкий успех и принёсших известность автору. Неоднократно использовалось как литературная основа для создания музыкальных произведений различных жанров. Так, музыку к стихотворению написали Сергей Прокофьев и Александр Вертинский, ставший первым популярным исполнителем одноимённого романса.

## Создание и публикации
(Отрывок)

Слава тебе, безысходная боль!

Умер вчера сероглазый король.

Вечер осенний был душен и ал,

Муж мой, вернувшись, спокойно сказал:

 

«Знаешь, с охоты его принесли,

Тело у старого дуба нашли.

<…>
Стихотворение написано 11 декабря 1910 года в период проживания молодой Анны Ахматовой с семьёй в Царском селе и стало одним из наиболее известных ранних стихотворений автора. Позже, будучи уже зрелым мастером, она часто критически отзывалась о своих первых поэтических произведениях и сборниках. «Сероглазого короля» Ахматова назвала «смрадным» стихотворением, а о самом факте его сочинения говорила в оправдательном тоне: «Мне же было тогда двадцать лет, и это была попытка баллады». Известны случаи, когда по указанию поэтессы редакторы исключали «Сероглазого короля» из готовившихся к печати изданий. Между тем черновой автограф стихотворения, хранящийся в РГАЛИ, свидетельствует о тщательной работе над текстом: так, у четвёртой строки «Муж мой, вернувшись, спокойно сказал» были варианты: «Муж мне с улыбкой о смерти сказал», «Муж мне с улыбкой о страшном сказал» и «Муж мой, вернувшись, с улыбкой сказал». У шестой «Тело у старого дуба нашли» — соответственно «Тело в овраге у речки нашли», «Тело в овраге у башни нашли». В черновом автографе сохранилось также дополнительное двустишие, следовавшее после двенадцатой строки: «И покажу ей над башней дворца // Траурный флаг по кончине отца». В такой редакции стихотворение было опубликовано лишь единожды — в сборнике «Из шести книг» в 1923 году. Первая публикация его общеизвестной редакции (без дополнительного двустишия) произошла в 1911 году в апрельском номере крупнейшего журнала русских символистов «Аполлон», вместе с другими произведениями под общим заглавием «Четыре стихотворения». Эта публикация стала фактически литературным дебютом Ахматовой. Позже стихотворение было включено в состав первого сборника Ахматовой «Вечер» (1912) и последнего прижизненного сборника «Бег времени» (1965).

## Литературные параллели
Учитывая широкий успех стихотворения и молодой возраст Ахматовой на момент его написания, литературоведы ставили вопрос о степени его «переклички» с произведениями других авторов и эпох. Так, филолог Г. Темненко отмечала, что для ранних стихотворений Ахматовой не оказывались чуждыми некоторые мотивы лирики её первого супруга, поэта Николая Гумилёва. При этом отношение окружающих как к «ученице» Гумилёва задевало чувства молодой Ахматовой, омрачая радости литературного дебюта. Филолог обращала внимание, в частности, на стихотворение Гумилёва «Сказка о королях» (1905), по сюжету которого горбун мажордом плачет в ночном лесу по погибшим королям. Вместе с тем, для Ахматовой, по мнению Темненко, характерно сопротивление романтическим тенденциям, которые в утрированном виде демонстрировал ранний Гумилёв. Отталкивание от условной экзотики у неё было связано с вниманием к реальности в её будничных, но от этого не менее драматических проявлениях.
Лингвист Т. Николаева указывала на связь «Сероглазого короля» с другим стихотворением Гумилёва — «Охота» (1910). Описав некоторые сюжетные сходства и совпадения в типе рифмовки, Николаева заключила, что оба произведения объединены темой смерти властителя (князя у Гумилёва, короля у Ахматовой) осенним вечером на охоте, при этом стихотворение Ахматовой, в котором события происходят через день после этой смерти, она рассматривала как реплику к стихотворению Гумилёва. Обратившись далее к изучению массива стихотворений периода 1892—1916 годов, лингвист отметила широкий интерес к стилизованным историческим сюжетам «старой Европы» в русской поэтической культуре рубежа XIX—XX веков. В таких сюжетах, как правило, присутствует смерть, грустные одинокие властительницы, печальный осенний пейзаж. Однако прямой аналог сюжета смерти властителя на охоте Николаева нашла в средневековой эпической поэме неизвестного автора «Песнь о Нибелунгах» (в переводе М. Кудряшова (1899), с которым поколение Гумилёва и Ахматовой было знакомо) и стихотворении «Смерть Сигурда» французского поэта XIX века Леконта де Лиля, под влиянием которого, как подчёркивали современники, находился сам Гумилёв. В обоих произведениях речь идёт об одном и том же убитом во время охоты короле Зигфриде (Сигурде) — персонаже германо-скандинавской мифологии. Таким образом, Николаева выстроила применимую, с её точки зрения, литературную параллель: «Песнь о Нибелунгах» — Леконт де Лиль — Гумилёв — Ахматова. Из примеров нелитературного влияния она указала оперу Рихарда Вагнера «Сумерки богов», базирующуюся на сюжете той же «Песни о Нибелунгах», которая в России была впервые поставлена ещё в 1889 году. Кроме Николаевой, также филолог В. Вейдле высказывал предположение, что «Сероглазый король» Ахматовой близок к жанру скандинавских баллад.
По мнению литературоведа Н. Королёвой, сама схема образов «Сероглазого короля» (король, королева, муж, жена, возлюбленная, оплакивающая мёртвого короля) напоминает схему образов в стихотворении Александра Блока «Потемнели, поблёкли залы…» (1903): «Королева, королева больна», «…король, нахмуривший брови», возлюбленный королевы, который «плакал, сжимая кольцо» и ещё некто, «незнакомец с бледным лицом», который вторил рыданьям возлюбленного. С поэзией Блока Ахматова впервые познакомилась во время учёбы в гимназии и в дальнейшем так или иначе следила за его творчеством. Личное знакомство двух поэтов произошло весной 1911 года, в связи с чем Ахматову «забавляла» появившаяся спустя время легенда о её романе с Блоком и о том, что стихотворение «Сероглазый король», на самом деле написанное за несколько месяцев до их встречи, адресовано ему.

## Сюжет
Определив жанр стихотворения как балладу, Ахматова раскрыла в нём вполне традиционный (по оценке Г. Темненко, даже банальный) романтический сюжет. Повествование ведётся от лица безымянной героини, супруг которой сообщает ей о смерти сероглазого короля. После ухода супруга на ночную работу женщина собирается разбудить дочь за тем, чтобы поглядеть в её серые глаза. В шелесте тополей за окном героине чудятся слова: «Нет на земле твоего короля…». Британская переводчица и биограф Ахматовой Э. Файнштейн интерпретировала сюжет стихотворения следующим образом: «Боль жены и "серые глазки" дочери говорят нам о том, что именно король был отцом ребёнка, которого муж считает своим <…> Идеальная любовь утрачена, а рядом остался только скучный муж». Файнштейн затем «переносит» детали этого сюжета на обстоятельства личной жизни Ахматовой — на её взаимоотношения с первым супругом. Литератор предположила, что когда-то Гумилёв был для поэтессы «одновременно и мужем, и сероглазым королём». Но «тот юный Николай, который обещал быть страстным возлюбленным, умер» — Ахматова осталась с отстранённым «холодным» мужем, мечтавшим о том, чтобы «бежать от неё подальше». Исследователи не находили биографические факты, которые прямо бы подтверждали такую версию: несмотря на то, что осенью 1910 года Гумилёв действительно уехал в Аддис-Абебу, оставив Ахматову одну, возникновение новой влюблённости Гумилёва и рождение внебрачного ребёнка относятся соответственно к 1912, 1913 годам — много позже после создания «Сероглазого короля». Вместе с тем литературоведческий анализ стихотворения в увязке с другими произведениями поэтессы и обстоятельствами её биографии, по мнению критики, косвенно указывали на фигуру Гумилёва как вероятного прототипа образа сероглазого короля. Так, герой с серыми глазами (чаще именуется мальчиком, а также другом, женихом) появляется сразу в нескольких сочинениях Ахматовой периода 1910—1914 годов, во всех случаях символизируя влюблённого человека. Как указывал поэт С. Маковский, у Гумилёва были «серые глаза с длинными и светлыми ресницами», которые, «видимо, завораживали женщин». Т. Николаева подчёркивала «самоутверждающуюся» влюбчивость как черту Гумилёва, а также то обстоятельство, что дуб, у подножия которого, по тексту стихотворения, нашли тело короля, может быть единственным высоким деревом в парке имения Слепнёво, где проживали Гумилёвы. Сама Ахматова, наконец, писала, что строка «Сероглаз был высокий мальчик» из поэмы «У самого моря» (1915) — «это история любви Н.С. [Николая Степановича Гумилёва] ко мне».
В пользу сюжетной интерпретации о замужней героине, родившей дочь от любовной связи с королём, О. Толстоноженко приводит также аргументы, касающиеся характера работы Ахматовой над текстом стихотворения. Обращая внимание на сохранившиеся варианты четвёртой строки, в которой вернувшийся супруг сообщает героине о гибели короля, исследователь заключает: улыбка на его лице (в одном из  вариантов — «Муж мой, вернувшись, с улыбкой сказал») свидетельствует о том, что он знал об измене жены, теперь рад смерти «соперника», и возможно, причастен к этой смерти. А дополнительное двустишие, исключённое Ахматовой из общеизвестной редакции («И покажу ей над башней дворца // Траурный флаг по кончине отца»), Толстоноженко интерпретирует как прямое подтверждение супружеской неверности: героиня здесь называет короля отцом. Николаева допускала, что начальная строка «Слава тебе, безысходная боль!» — фраза овдовевшей молодой королевы, «гордо и одиноко любящей» и «достойно затмевающей более простую соперницу», а завершающие строки «А за окном шелестят тополя: // Нет на земле твоего короля…» — слова той самой «соперницы», «менее величественной» матери сероглазой дочки.
Дневниковые записи поэта и журналиста П. Лукницкого о разговорах с Ахматовой содержат фрагменты, где она сообщает о своих «детских» (13—14 лет) стихах, посвящённых Гумилёву, в которых говорит о нём как уже неживом («… с Н.С. у меня так всегда. Это мне самой непонятно»), при этом добавляет, что в некоторых из них называла его братом. Для примера Николаева указывала на стихотворение «Пришли и сказали» (25 января 1910), содержащее подпись: Н.Г. и начинающееся словами: «Пришли и сказали: «Умер твой брат!» // Не знаю, что это значит», а также на другое стихотворение со словами: «На кустах зацветает крыжовник, // И везут кирпичи за оградой. // Кто ты: брат мой или любовник, // Я не помню, и помнить не надо. // Как светло здесь и как бесприютно, // Отдыхает усталое тело… // А прохожие думают смутно: // Верно, только вчера овдовела» (10 февраля 1911). И если второе стихотворение написано менее чем через год после венчания Ахматовой и Гумилёва, состоявшегося 25 апреля 1910 года, то первое — за несколько месяцев до него. В этой связи Николаева ставила вопрос, являлась ли «стихотворная» смерть сероглазого короля «предвидением или приговором», и вместо ответа цитировала другое стихотворение Ахматовой, написанное осенью 1921 года, после смерти Гумилёва и друга поэтессы Николая Недоброво: «Я гибель накликала милым, // И гибли один за другим. // О, горе мне! Эти могилы // Предсказаны словом моим».

## Художественные особенности
«Сероглазый король» — «романтическая и (может быть) скандинавская баллада, строк на двести-триста по скромному расчёту, вправленная, однако, с поразительным мастерством в семь двустиший».
В стихотворении, как и в других ранних произведениях Ахматовой, и в целом в русской поэзии предшествующих десятилетий, сильно выражены романтические мотивы. Одна из ярких особенностей романтических баллад — повествование об исключительных персонажах в исключительных ситуациях — у Ахматовой усиливается отсутствием подробного рассказа, что вызывает читательский интерес именно к событийной подоплёке. Лаконизм высказывания, проявлявшийся в тенденции к сокращению синтаксиса и при этом к увеличению степени выразительности речи, становится основой формировавшегося поэтического метода Ахматовой. Благодаря лаконизму начальное восклицание стихотворения «Слава тебе, безысходная боль!» воспринимается читателем как более весомое, причём особо сильная интонационная роль здесь у инфинитивного оборота «Слава». Пронзительность начального восклицания подчёркивается не нагнетанием мрачных деталей, а контрастом с «обыденным стилем сообщения о смерти короля». Эмоциональный зачин получил лирическое же завершение: героиня оставляет боль в себе, страдая не только от потери, но и от невозможности с кем-либо поделиться горем. Лирическая «энергия» направлена не на развитие традиционного для романтических баллад «внешнего» сюжета, а на выражение его восприятия.
Дополнительное двустишие, в черновом автографе следовавшее после двенадцатой строки: «И покажу ей над башней дворца // Траурный флаг по кончине отца», а позже исключённое, подчёркивало драматичность сюжета. Следуя лаконизму и добиваясь большей выразительности речи, Ахматова в данном случае «наделила» союз «а», начинающий предпоследнюю строку заключительного двустишия: «А за окном шелестят тополя: // «Нет на земле твоего короля…» особенной силой, большой смысловой «энергией». Такое расположение этого союза, словами литературоведа Б. Эйхенбаума, — в том месте, «где сгущается смысл» стихотворения, является «неожиданным заключительным» моментом, обостряющим и подчёркивающим всё предыдущее. Словосочетание «Шелест тополей» здесь имеет романтическую семантику иного плана. Стремление «жить с природой одной жизнью» было широко распространённым мотивом, перешагнувшим границы романтизма и в начале XX века превратившимся в «общее место» в литературе. Но у Ахматовой, по мнению Г. Темненко, «природное начало» незаметно становится самостоятельным персонажем — и именно его голос создаёт катарсическую развязку стихотворения. Тополя «шелестят» о потере, но их шелест — это живой звук, «голос самой жизни, а может быть — и второе "я" лирической героини». Таким образом, вместо «бессвязно-звонких» восклицаний в финале — «отточенная» фраза, которая симметрична начальному двустишию, но «переводит его в иной эмоциональный регистр».
Парадоксальным образом лаконизм у Ахматовой сочетается с некоторыми формами прозаизации поэзии — первым на это указал литературовед В. Гиппиус. В 1918 году он писал об обнаруженной особенности небольших по размеру лирических стихотворений поэтессы — их родстве с формой романа. Гиппиус назвал такие стихотворения «повестями-миниатюрами», где в немногих строках рассказана целая драма, и привёл в качестве примера из первого сборника Ахматовой «рассказ о сероглазой дочке и убитом короле». Кроме лаконизма, в «Сероглазом короле» проявились также и другие черты поэтического метода Ахматовой: прямая речь и диалогичность — «вовлечение» читателя в диалог, тщательность в выборе речевых конструкций. Такая тщательность, кроме скрупулёзной работы над текстом, проявлялась в почти машинально точной фиксации момента или продолжительности явления. Так, в четырнадцати строках стихотворения содержатся точные хронологические указания на четыре события: смерть короля («Умер вчера сероглазый король»), горе королевы («За ночь одну она стала седой»), приход мужа («Вечер осенний…») и его уход («И на работу ночную ушёл»). По мнению литературного критика В. Франка, гипертрофированное, с «такой отчётливостью и остротой», восприятие времени в целом характерно для поэзии Ахматовой.

## Оценки. В культуре
«Сероглазый король» стал единственным из опубликованной в «Аполлоне» в 1911 году подборки стихотворений, которое имело широкий успех и принесло Ахматовой известность. По мнению Г. Темненко, такой успех был вполне закономерен: традиционный романтический сюжет показался читателю новым именно потому, что содержал не изложение событий, а «сообщение о сообщении», позволившее перенести акцент на выражение чувства, для которого была найдена новая интонация. В некоторых случаях оценка «Сероглазого короля» давала реципиентам основу для формирования выводов также в отношении личности автора: так, литератор и переводчица, мать поэта А. Блока А. Кублицкая-Пиоттух в письме приятельнице охарактеризовала Ахматову как талантливую поэтессу, красивую, но печальную особу. Она процитировала по памяти две первые строки из «Сероглазого короля», заметив при этом: «Вот, можете судить, какой склон души у этой юной и несчастной девушки». Литератор Б. Филиппов указывал на то, что в этом стихотворении Ахматова, оставаясь «в едином лирическом и речевом потоке», умеет так переключиться на собеседника, что «не только глядит его глазами, говорит его языком, но и внутренне переживает не за него, а как он сам». Филиппов признал, что произведение стало хрестоматийным, не утратив при этом своего очарования. Публицист М. Бусин считал «Сероглазого короля» «неоспоримым» шедевром ранней лирики Ахматовой.
Одним из наиболее известных критиков поэзии Ахматовой являлся Владимир Маяковский. 19 января 1922 года во время выступления на первом вечере «Чистка современной поэзии» в Политехническом музее в Москве он продекламировал «Сероглазого короля», обратив внимание присутствующих на разоблачающее, с его точки зрения, ритмическое сходство с популярной песней «Ухарь-купец» на стихи русского поэта Ивана Никитина 1859 года. Э. Файнштейн охарактеризовала эту декламацию Маяковского как «издевательское» прочтение произведения «на модный мотивчик». Публицист Н. Овсянников, между тем, приводил в пример другие дореволюционные песни, написанные в том же ритме и ставшие народными: «Тени» на стихи Я. Полонского и «Улица, улица…» на стихи В. Сиротина. Он сделал вывод, что при сочинении «Сероглазого короля» Ахматова использовала давно утвердившуюся в русском стихосложении ритмику, с применением которой до того были написаны многие популярные произведения. Критическую оценку «Сероглазому королю» и другой ранней лирике Ахматовой давал также поэт Йосиф Бродский. Стихотворение не представлялось ему большим поэтическим достижением — было «решительно» не для него, как «нормального молодого советского человека».
В 1928 году на текст «Сероглазого короля» сочинил музыку эстрадный артист и композитор Александр Вертинский. Находясь на гастролях в Германии, он записал этот романс под фортепианный аккомпанемент А. Блоха. А в 1932 году на гастролях в Польше — перезаписал его с участием пианиста Ежи Петерсбурского. Романс «Сероглазый король» в исполнении Вертинского имел широкий успех и оставался частью концертной программы артиста в последующие годы. В Советском Союзе впервые был издан только в 1973 году.
Наиболее известными музыкальными произведениями, в качестве литературной основы которых использовался текст «Сероглазого короля», являются следующие.
| Наименование и дата создания               | Жанр (Номер части)                                                                          | Композитор     | Комментарий                                                                         |
| ------------------------------------------ | ------------------------------------------------------------------------------------------- | -------------- | ----------------------------------------------------------------------------------- |
| «Сероглазый король» (1916)                 | Романс                                                                                      | В. Сенилов     | —                                                                                   |
| «Пять стихотворений А. Ахматовой» (1917)   | Музыкальное произведение для голоса и фортепиано. Ор. 27 (No. 5)                            | С. Прокофьев   | Известные исполнители: Э. Андреева, М. Амиранашвили, А. Аблабердыева, Г. Вишневская |
| «Сероглазый король» (1918)                 | Романс                                                                                      | М. Левин       | —                                                                                   |
| «Сероглазый король» (1928)                 | Романс                                                                                      | А. Вертинский  | Известные исполнители: А. Вертинский, А. Баянова, В. Толкунова                      |
| «Семь стихотворений Анны Ахматовой» (1942) | Музыкальное произведение для голоса и фортепиано. Ор. 39 (No. 2)                            | В. Желобинский | —                                                                                   |
| «Бег времени» (1976—1986)                  | Музыкальное произведение-триптих на стихи А. Ахматовой для голоса и фортепиано (II, No. 2)  | И. Егиков      | —                                                                                   |
| «Смятение» (1988)                          | Кантата для сопрано и симфонического оркестра (No. 3)                                       | А. Брицын      | —                                                                                   |
| «Сероглазый король» (2001)                 | Песня                                                                                       | В. Назаров     | Исполнитель: В. Назаров                                                             |
| «Сероглазый король» (2011)                 | Песня                                                                                       | Д. Тухманов    | Исполнитель: Д. Тухманов                                                            |
| «Сероглазый король»                        | Вокальный цикл для сопрано и фортепиано на стихи А. Ахматовой, Н. Гумилёва, О. Мандельштама | А. Шахбагян    | В открытых источниках нет сведений о дате создания                                  |

Составлено на основе источников: , а также по данным портала Discogs.com.